# Dion Atkinson
Pour les articles homonymes, voir Atkinson.
Dion Atkinson est un surfeur professionnel australien né le 29 avril 1986 à Adélaïde, dans l'État d'Australie-Méridionale, en Australie.

## Palmarès et résultats

### Saison par saison
- 2008 :
  - 2e du Söoruz Lacanau Pro à Lacanau (France)[1]
  - 3e du Estoril Coast Pro à Cascais (Portugal)[2]

- 2010 :
  - 2e du O'Neill Coldwater Classic South Africa au Cap (Afrique du Sud)[3]

- 2011 :
  - 2e du Hang Loose Pro à Fernando de Noronha (Brésil)[4]
  - 1er du Burton Toyota Pro à Newcastle (Australie)[5]

- 2012 :
  - 3e du Hainan Classic à Winning (Chine)[6]
  - 3e du Söoruz Lacanau Pro à Lacanau (France)[7]

- 2013 :
  - 4e du Reef Hawaiian Pro sur le North Shore d'Oahu (Hawaï)[8]

- 2014 :
  - 2e du Los Cabos Open of Surf à San José del Cabo (Mexique)[9]

- 2015 :
  - 2e du SATA Azores Pro à São Miguel (Açores)[10]

### Classements
| Année             | 2011 | 2012 | 2013 | 2014 |
| ----------------- | ---- | ---- | ---- | ---- |
| Championship Tour |      |      |      | 28e  |
| Qualifying Series | 46e  | 66e  | 31e  | 39e  |